# Cimenná
Cimenná (in ungherese: Újvíz) è un comune della Slovacchia facente parte del distretto di Bánovce nad Bebravou, nella regione di Trenčín.